# Africada epiglotal sonora
Una africada epiglotal sonora ([ʡ͡ʢ] en IPA) es una rara consonante africada que se inicia como una oclusiva epiglotal [ʡ] y se libera como una Fricativa epiglotal sonora [ʢ]. No se ha informado que se produzca como alófono principal de algún fonema en ningún idioma.

## Aparición en distintas lenguas
- Amis: [rumɑʡ͡ʢ] casa

- Datos: Q25109796